# Kerker

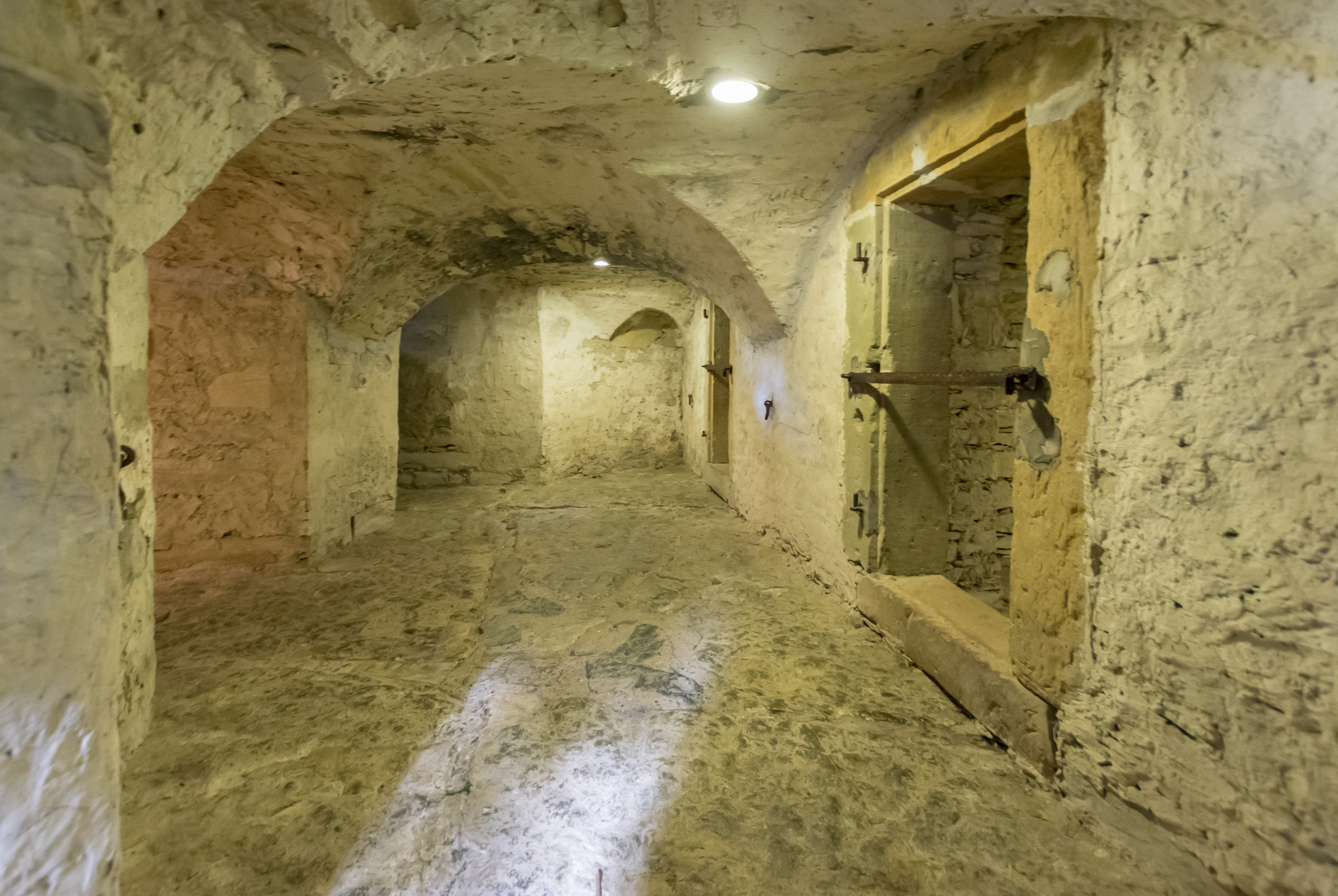
Verlies (Hexenkeller) in der Wewelsburg

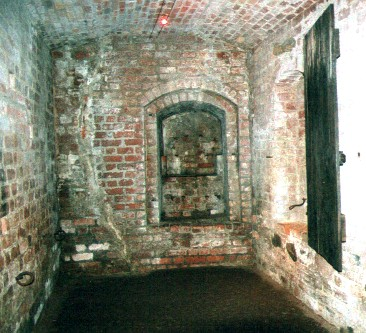
Alte Burg Penzlin – Verlies (Hexenkeller)

Kerker (von lat. carcer, Gefängnis) ist die alte Bezeichnung für Strafanstalt.

## Geschichte
In Österreich wurde die bis 1974 im Strafgesetz vorgesehene Kerkerstrafe durch das Strafgesetzbuch abgeschafft und durch die allgemeine Freiheitsstrafe ersetzt.

## Synonyma

### Betzekämmerchen
Betzekämmerchen waren von außen einsehbare Räume in öffentlichen Gebäuden, die in erster Linie der Zurschaustellung des Delinquenten und nicht seiner Inhaftierung dienten. Dieser verbüßte – dem Spott der Passanten ausgesetzt – so eine nicht entehrende Strafe für leichtere Delikte.

### Karzer
Der Begriff Karzer ist ebenfalls eine Ableitung von lat. carcer, bezeichnet aber den (leichten) Arrest, der bis Anfang des 20. Jahrhunderts an Universitäten für Studenten verhängt werden konnte.

### Verlies

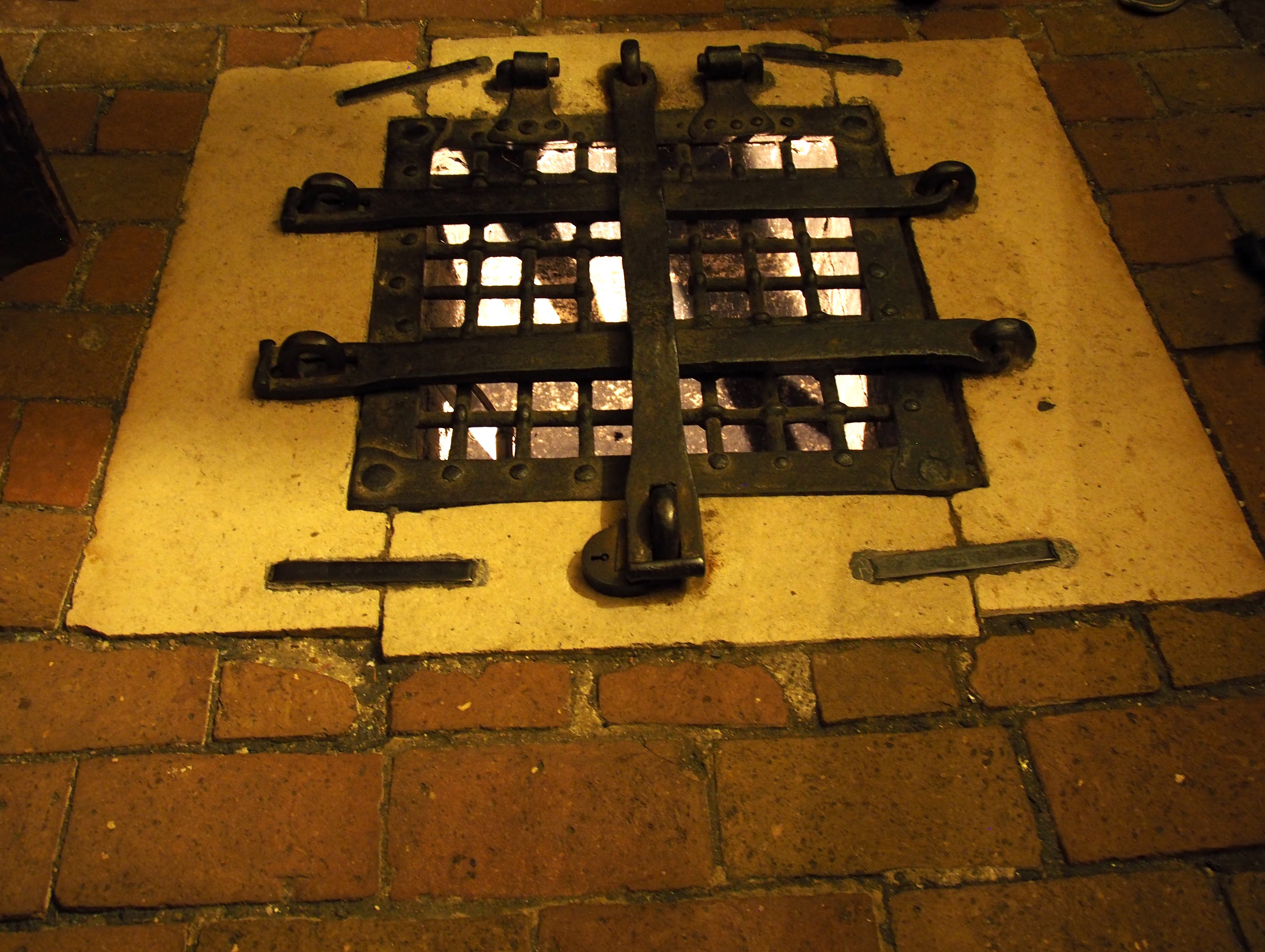
Verlies im Alten Rathaus Regensburg

Ein Verlies war im Mittelalter ein burg- oder stadteigener Kerker, meist in fensterlosen Kellerräumen oder im untersten Teil einer Festung (Kasematten) oder eines Turmes (Bergfrieds). Oft war es nur durch eine einzige Öffnung in der Decke über  ein sogenanntes Angstloch, erreichbar und mitunter so eng, dass die Gefangenen sich nicht hinlegen konnten. Die Haft in einem solchen Kerker war eine Form der Folter und kam nicht selten der Todesstrafe gleich. Das niederdeutsche Wort Verlies ist mit „verlieren“ verwandt und gelangte im 18. Jahrhundert in die Schriftsprache. Eine frühere Bedeutung ist „Verlust“ (niederl. verlies) und später „sich verlieren, verloren gehen, für andere unsichtbar werden“. In England und Frankreich war analog hierzu die Bezeichnung Oubliette (von frz. oublier, „vergessen“) gebräuchlich.